# Jörg Frischmann
Jörg Frischmann (* 1963) ist ein deutscher Kugelstoß-Behindertensportler.

## Leben
Jörg Frischmann ist auf Grund einer Beinamputation schwerbehindert. Beim TSV Bayer Leverkusen betrieb er die Leichtathletik als Leistungssport, vorwiegend das Kugelstoßen. Er nahm fünfmal an den Paralympics teil. Mit der Deutschen Sitzvolleyball-Nationalmannschaft wurde er 1999 Vize-Europameister. 
Er wurde in die deutsche Behindertennationalmannschaft berufen und nahm 1992 an den Paralympischen Spielen in Barcelona teil. Bei diesen Spielen wurde er im Kugelstoßen Paralympicssieger und Gewinner der Goldmedaille. Für diesen Erfolg wurde er 1993 von Bundespräsident Richard von Weizsäcker mit dem Silbernen Lorbeerblatt ausgezeichnet. Insgesamt gewann er fünf Medaillen bei Paralympics. 
Nach Beendigung seiner aktiven sportlichen Karriere und einem Studium an der Sporthochschule in Köln wurde er hauptamtlicher Mitarbeiter als Geschäftsführer der Parasportabteilung des TSV Bayer Leverkusen und Stützpunktkoordinator am Bundesstützpunkt in Leverkusen. 
Frischmann ist verheiratet und hat zwei Kinder.